# Вилијамс Лејк (Британска Колумбија)
Вилијамс Лејк (енгл. Williams Lake) је град у Канади у покрајини Британска Колумбија. Према резултатима пописа 2011. у граду је живело 10.832 становника.

## Становништво
Према резултатима пописа становништва из 2011. у граду је живело 10.832 становника, што је за 0,8% више у односу на попис из 2006. када је регистровано 10.744 житеља.
| 2006.  | 2011.  |
| ------ | ------ |
| 10.744 | 10.832 |